# Holhol

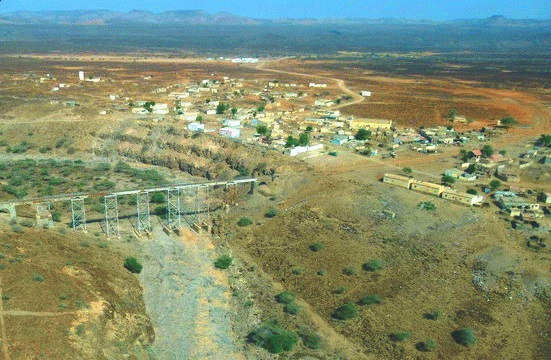
Holhol

Holhol är en ort i regionen Ali Sabieh i den östafrikanska staten Djibouti. Staden har ungefär 3 500 invånare.